# Ivy League

Lokalizacja uniwersytetów Ivy League

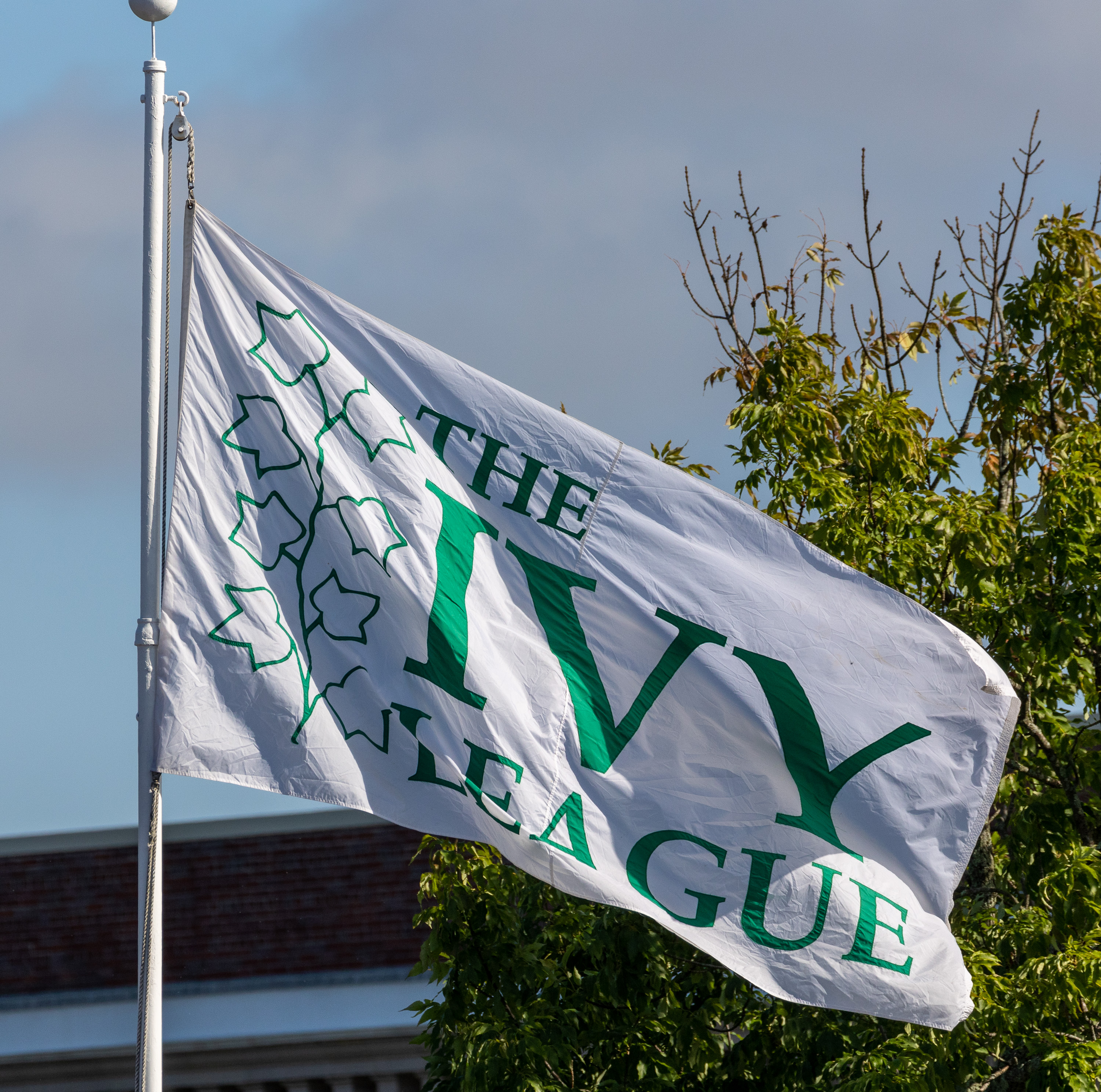
Flaga Ivy League na stadionie Brown University

Ivy League (pl. „Liga Bluszczowa”, zwana również jako ang. The Ancient Eight, „starożytna ósemka”) – lista obejmująca osiem prywatnych uniwersytetów badawczych w północno-wschodnich Stanach Zjednoczonych uznawanych za najlepsze szkoły na świecie. Termin Ivy League jest zwykle używany poza kontekstem sportowym w odniesieniu do ośmiu szkół jako grupy elitarnych szkół wyższych z konotacjami doskonałości akademickiej, selektywności w rekrutacji i elitarności społecznej. Chociaż termin ten był używany już w 1933 roku, stał się oficjalny dopiero po utworzeniu konferencji lekkoatletycznej NCAA Division I w 1954 roku.
Poza Uniwersytetem Cornella wszystkie uniwersytety należące do Ivy League zostały założone w okresie kolonialnym; grupa obejmuje siedem z dziewięciu kolegiów kolonialnych założonych przed rewolucją amerykańską. Pozostałe dwie kolonialne uczelnie, Uniwersytet Rutgersa i College of William & Mary, stały się instytucjami publicznymi.
Szkoły Ivy League są postrzegane jako jedne z najbardziej prestiżowych uniwersytetów na świecie. Wszystkie osiem uniwersytetów plasuje się w pierwszej 17 rankingu US News & World Report w 2020 roku National Universities, w tym cztery z nich zajmowały miejsca w pierwszej piątce.
Rekrutacje na studia licencjackie wahają się od około 4 500 do około 15 000 studentów, są większe niż większość kolegiów sztuk wyzwolonych i mniejsze niż większość uniwersytetów stanowych. Całkowita liczba zapisów, która obejmuje absolwentów, waha się od około 6 600 w Kolegium Dartmoutha do ponad 20 000 w Uniwersytecie Columbia, Uniwersytecie Cornella, Harvard Business School i Uniwersytecie Pensylwanii. Dofinansowanie członków Ivy League waha się od 4,7 miliarda dolarów dla Uniwersytetu Browna do 41,9 miliarda dolarów dla Harvard University Press, co stanowi największe wyposażenie finansowe jakiejkolwiek instytucji akademickiej na świecie.
| Uczelnia                                             | Lokalizacja              | Nazwa drużyny sportowej | Studenci | Studenci studiów podyplomowych | Darowizny 2018  | Kadra akademicka |
| ---------------------------------------------------- | ------------------------ | ----------------------- | -------- | ------------------------------ | --------------- | ---------------- |
| Uniwersytet Browna (Brown University)                | Providence, Rhode Island | Bears                   | 7043     | 3214                           | $3,6 miliarda   | 736              |
| Uniwersytet Columbia (Columbia University)           | Nowy Jork, Nowy Jork     | Lions                   | 9001     | 24 412                         | $10,87 miliarda | 3763             |
| Uniwersytet Cornella (Cornell University)            | Ithaca, Nowy Jork        | Big Red                 | 15 043   | 8984                           | $7,23 miliarda  | 2908             |
| Kolegium Dartmoutha (Dartmouth College)              | Hanover, New Hampshire   | Big Green               | 4459     | 2149                           | $5,49 miliarda  | 943              |
| Uniwersytet Harvarda (Harvard University)            | Cambridge, Massachusetts | Crimson                 | 6788     | 13 951                         | $38,30 miliarda | 4671             |
| Uniwersytet Pensylwanii (University of Pennsylvania) | Filadelfia, Pensylwania  | Quakers                 | 10 019   | 12 413                         | $13,78 miliarda | 4464             |
| Uniwersytet Princeton (Princeton University)         | Princeton, New Jersey    | Tigers                  | 5428     | 2946                           | $25,92 miliarda | 1172             |
| Uniwersytet Yale (Yale University)                   | New Haven, Connecticut   | Bulldogs                | 6092     | 7517                           | $29,35 miliarda | 4140             |

## Majątek
Całkowita wartość majątku (assets) uczelni Ligi Bluszczowej w roku fiskalnym zakończonym 30 czerwca 2014:
- Uniwersytet Harvard: 36,4 mld USD[1] – najbogatszy uniwersytet na świecie
- Uniwersytet Yale: 23,9 mld USD[2] – drugi pod względem wartości majątku uniwersytet na świecie
- Uniwersytet Princeton: 21 mld USD[3] – trzeci pod względem wartości majątku uniwersytet na świecie
- Uniwersytet Pensylwanii: 9,58 mld USD[4]
- Uniwersytet Kolumbii: 9,2 mld USD[5]
- Uniwersytet Cornell: 6,2 mld USD[6]
- Kolegium Dartmouth: 4,5 mld USD[7]
- Uniwersytet Brown: 3,2 mld USD[8]

W przeliczeniu na jednego studenta:

- Uniwersytet Princeton: 2,7 mln USD
- Uniwersytet Yale: 1,9 mln USD
- Uniwersytet Harvarda: 1,7 mln USD
- Kolegium Dartmoutha: 710 tys. USD
- Uniwersytet Pensylwanii: 447 tys. USD
- Uniwersytet Browna: 362 tys. USD
- Uniwersytet Columbia: 308 tys. USD
- Uniwersytet Cornella: 287 tys. USD